# Eliana Michaelichin Bezerra
Eliana Michaelichin Bezerra (sinh ngày 22 tháng 11 năm 1973) là nữ diễn viên, ca sĩ, người dẫn chương trình truyền hình người Brasil. Cô hiện đang dẫn chương trình mang tên mình là  "Eliana", phát sóng trên kênh SBT vào chiều các ngày Chủ Nhật hàng tuần.

## Sự nghiệp
Năm 1999, Eliana sáng lập chương trình ti vi "Eliana no Parque", chiếu vào các ngày Chủ Nhật, chương trình là game show giữa các trường trung học. Tuy nhiên, dự án này chỉ kéo dài trong vòng một năm, sang năm 2000, nó đã dừng phát sóng.
Năm 2005 cô quyết định rời bỏ các chương trình thiếu nhi và chuyển sang dẫn cho các chương trình về gia đình. Sê-ri "Tudo é Possível" của cô trở thành một hiện tượng trên sóng truyền hình.

## Danh sách phim
Phim điện ảnh Eliana em O Segredo dos Golfinhos do chính cô tham gia sản xuất được ra mắt khán giả vào ngày 14 tháng 1 năm 2005. Với khoảng 325.000 lượt xem, phim không đạt được kỳ vọng như mong đợi. Các diễn viên trong phim này gồm có: Fúlvio Stefanini, Daniel Del Sarto, Ângela Dip, Fernanda Souza, Jackson Antunes. Phim được thực hiện ở México.

## Cuộc sống cá nhân
Cô và người chồng cũ João Marcello Bôscoli sinh được một người con trai, lấy tên là Arthur Michaelichen Bezerra Boscoli, sinh ngày 10 tháng 8 năm 2011.

## Giải Grammy Latinh
Vào năm 1999, cô đã nhận được một đề cử giải Grammy Latinh ở hạng mục Album nhạc thiếu nhi xuất sắc nhất cho album Primavera. Mặc dù cô không giành chiến thắng nhưng đây là lần đầu tiên một người Brasil được đề cử cho mục này.